# Władysław Kozłowski (konstruktor lotniczy)

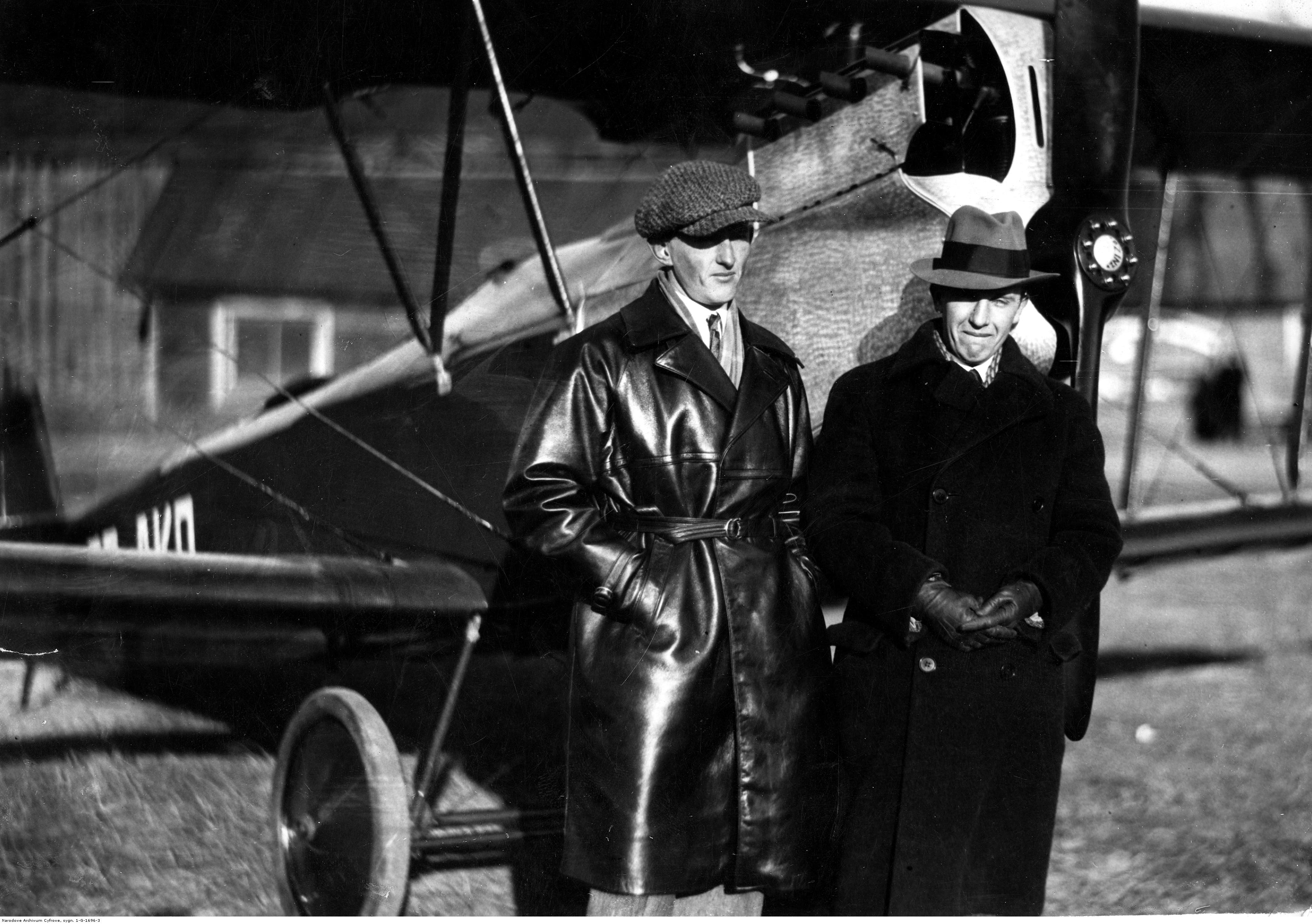
Władysław Kozłowski (z lewej) i Ludwik Antonowicz (z prawej) przy samolocie WK-3

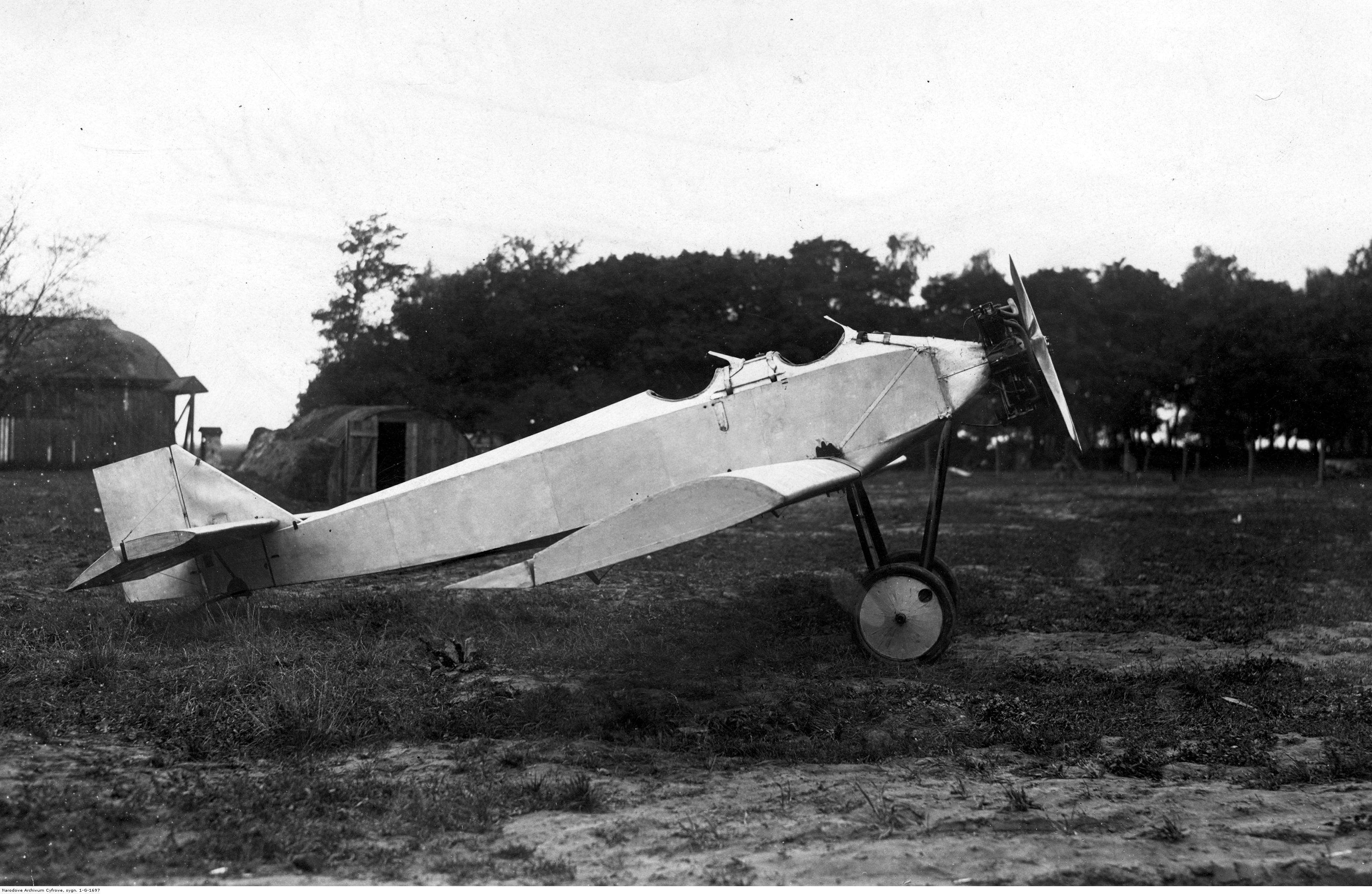
Samolot WK-1 Jutrzenka

Władysław Aleksander Kozłowski (ur. 8 września 1907 w Łosicach zm. 14 marca 1942 w Bramcote) – polski inżynier, konstruktor lotniczy, porucznik pilot Wojska Polskiego i Polskich Sił Powietrznych w Wielkiej Brytanii.

## Życiorys
Syn Mieczysława i Stefanii z domu Mystkowskiej. W 1916 roku wyjechał z rodzicami do Kalisza, gdzie uczęszczał do szkoły powszechnej oraz do Państwowego Gimnazjum im. Tadeusza Kościuszki. Działał w drużynie harcerskiej, spółdzielni uczniowskiej, w 1926 roku założył z kolegami Szkolne Koło Lotnicze oraz modelarnię lotniczą.
Na przełomie 1925 i 1926 roku zaprojektował swój pierwszy samolot sportowy WK-1 Jutrzenka, który zamierzał zaprezentować na I Konkursie Awionetek. Budowę prototypu zakończył, przy wsparciu brata i kolegów, w 1927 r. Aby uzyskać dofinansowanie Ligi Obrony Powietrznej i Przeciwgazowej na zakup silnika do swego samolotu przemianował swoje Koło Lotnicze na Koło LOPP. Samolot WK-1 został oblatany 18 września 1927 roku przez Stefana Czyżewskiego i wykazał się bardzo dobrymi właściwościami pilotażowymi. Stefan Czyżewski zajął na nim III miejsce w konkursie awionetek. Konstrukcja została dostrzeżona, miesięcznik Lotnik Polski umieścił jej zdjęcie na okładce, a fotografię konstruktora wewnątrz numeru z października 1927 r. Władysław Kozłowski rozpoczął prace nad następną konstrukcją oznaczoną WK-2, ale prace nad nią zostały zarzucone.
W 1927 roku zdał egzamin maturalny i rozpoczął naukę na Wydziale Mechanicznym Politechniki Warszawskiej. Równolegle pracował jako pomocnik konstruktora i obliczeniowca w Centralnych Warsztatach Lotniczych w Warszawie oraz działał w Akademickim Aeroklubie Warszawskim. 
W 1929 roku opracował wstępny projekt samolotu, który wzbudził zainteresowanie dyrekcji Państwowych Zakładów Lotniczych. Projekt został zmodyfikowany pod kątem wymagań LOPP i otrzymał nazwę PZL-5. Samolot został oblatany w maju 1930 r. przez Bolesława Orlińskiego. Samolot okazał się udany i już w 1930 roku dwa egzemplarze serii przedprodukcyjnej wystartowały w Międzynarodowym Turnieju Lotniczym (Challenge), gdzie jeden zajął 33. miejsce (drugi nie ukończył zawodów). W późniejszych latach PZL-5 wielokrotnie startował z powodzeniem w krajowych zawodach lotniczych. 
W 1930 roku ukończył studia i został powołany do odbycia służby wojskowej. Ukończył Szkołę Podchorążych Rezerwy Piechoty oraz odbył kurs pilotażu w 3. pułku lotniczym w Poznaniu. Następnie powrócił do pracy w PZL, gdzie awansował na stanowisko konstruktora. W 1932 roku opracował ulepszoną wersję PZL-5 oznaczoną PZL-5 bis. Była to konstrukcja opracowana w ramach konkursu ogłoszonego przez wojsko na samolot szkolny. Powstał jego prototyp ale wojsko ostatecznie wybrało do użytku RWD-8. W 1932 roku pracował, przy pomocy Ludwika Antonowicza, nad kolejną własną konstrukcją – WK-3. Samolot został oblatany 28 czerwca 1933 roku przez Ignacego Giedgowda, ale nie wszedł do produkcji. Jedyny egzemplarz został zakupiony przez Aeroklub Łódzki, gdzie był używany do szkolenia podstawowego.
Na stopień podporucznika został mianowany ze starszeństwem z 1 stycznia 1933 i 76. lokatą w korpusie oficerów aeronutyki. Posiadał przydział w rezerwie do 1 pułku lotniczego w Warszawie. Na stopień porucznika został mianowany ze starszeństwem z 1 stycznia 1938 i 10. lokatą w korpusie oficerów lotnictwa.
W 1936 roku, za pieniądze uzyskane ze sprzedaży WK-3, założył Warszawskie Lotniczo-Żeglarskie Warsztaty. Tam, wspólnie z inż. Mieczysławem Plucińskim, zajmował się projektowaniem i produkcją żaglówek. Warsztaty działały do 1938 roku, następnie Władysław Kozłowski powrócił do pracy w PZL. Był członkiem zespołu projektowego P.11g Kobuz, w marcu 1939 roku objął stanowisko kierownika montażu Wytwórni Płatowców nr 2 w Mielcu-Cyrance.
Po wybuchu II wojny światowej pozostał w Mielcu, dopiero w styczniu 1940 roku udało mu się przedostać do Francji. Otrzymał przydział do bazy Lyon Bron, gdzie szkolił się na samolotach francuskich. Po klęsce Francji przedostał się do Wielkiej Brytanii.
W RAF otrzymał numer służbowy P-0925 i został przydzielony do Biura Instrukcji i Tłumaczeń w Centrum Sił Powietrznych w Blackpool. Odbył szkolenie lotnicze na samolocie Avro 621 Tutor, został skierowany na dalsze przeszkolenie do 15 Elementary Flying Training School. Po jego ukończeniu trafił do 3 Service Flying Trainng School, skąd na początku 1942 roku zostaje przeniesiony do 18 Operational Training Unit w Bramcote. 14 marca 1942 roku zginął podczas nocnego lotu treningowego na samolocie Vickers Wellington Mk IC. Razem z nim zginęli kpr. Hipp, plut. Stengierski oraz brytyjski pilot P/O David M. Jones, natomiast katastrofę przeżył radiotelegrafista ppor. Zenon Luba.
W życiu prywatnym był żonaty z Ireną z Floręckich, w 1938 r. urodził się ich syn.

## Działalność sportowa
Był członkiem Aeroklubu Warszawskiego, w 1928 r. uzyskał uprawnienia pilota samolotowego. W latach 1931–1932 sprawował funkcję sekretarza zarządu Aeroklubu Warszawskiego. W dniach 23–28 września 1936 roku, wspólnie z Bolesławem Kocjanem, startował w VI Krajowym Lotniczym Konkursie Turystycznym, gdzie w kategorii juniorów zajął VI miejsce na 20 sklasyfikowanych załóg.

## Ordery i odznaczenia
- Krzyż Kawalerski Orderu Odrodzenia Polski (11 listopada 1937)[14]
- Medal Lotniczy
- Srebrny Krzyż Zasługi
- Srebrna Odznaka Honorowa L.O.P.P. II stopnia